# Reggimento "Lancieri di Novara" (5º)
Il Reggimento "Lancieri di Novara" (5º) è un reggimento dell'Arma di Cavalleria dell'Esercito Italiano; oggi esso appartiene alla specialità "Cavalleria di linea" ed attualmente è inquadrato nella 132ª Brigata corazzata "Ariete" della quale costituisce la pedina esplorante.

## Storia

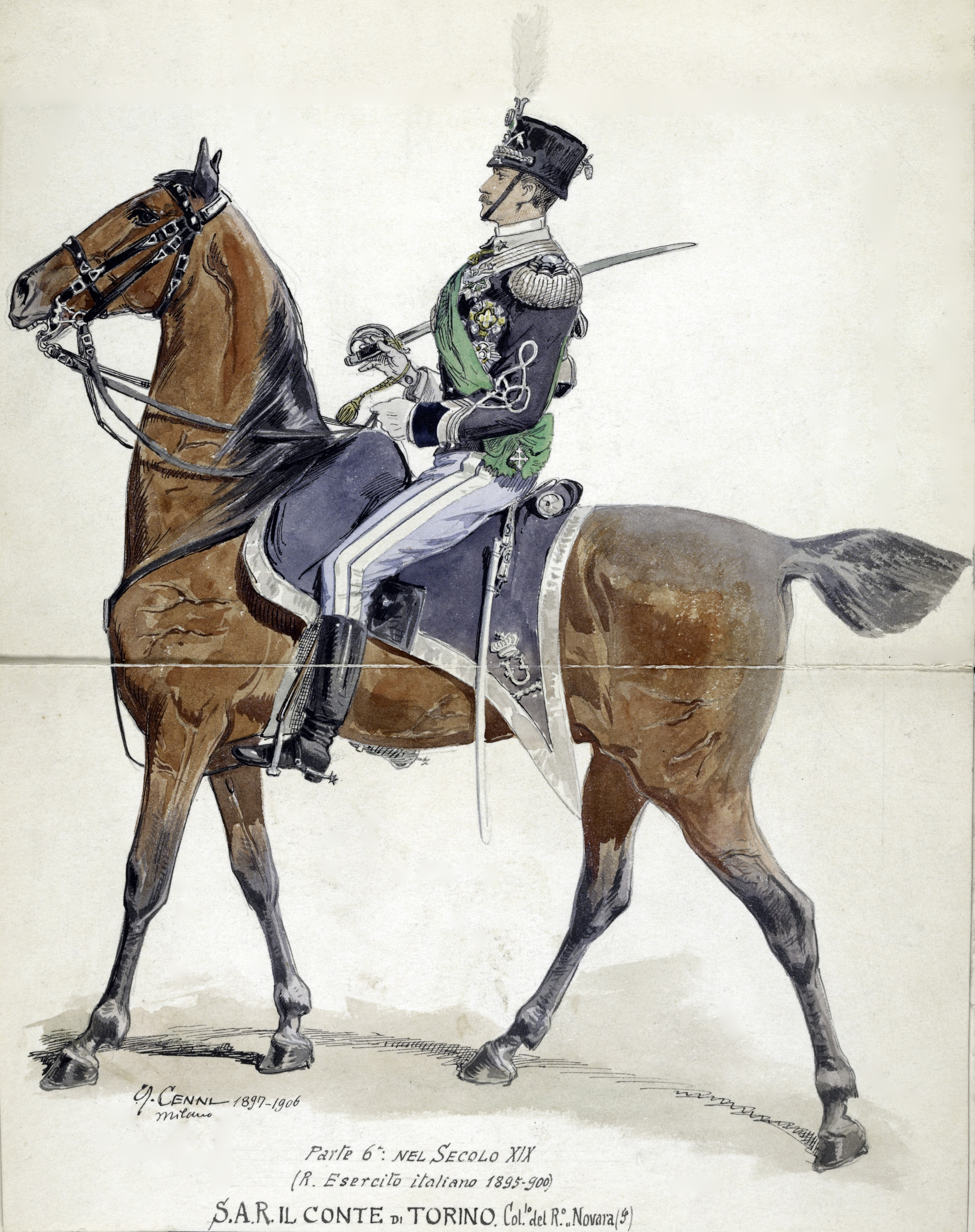
Comandante Colonnello del Reggimento "Lancieri di Novara" in uniforme del reggimento

L’unità venne creata il 24 dicembre 1828, per decreto del re di Sardegna Carlo Felice, con il nome originario di Dragoni di Piemonte. Dal 1º gennaio 1832 assume la denominazione di Novara Cavalleria con cui partecipa alla Prima guerra di indipendenza, il 9 aprile 1848 ha il proprio battesimo del fuoco partecipando all'occupazione del ponte di Monzambano mentre nella Battaglia di Santa Lucia lo stendardo del reggimento guadagna la sua prima Medaglia di bronzo al valor militare ed è il primo reggimento di cavalleria a ricevere una decorazione allo Stendardo per le campagne risorgimentali. Il 14 giugno dello stesso anno l'unità, sottoposta ad un attacco da parte di un gruppo di Ulani, carica vittoriosamente gli assalitori volgendoli in fuga. Il Novara era stato condotto all'attacco dal suo colonnello Ferdinando Maffei di Boglio, che per il comportamento tenuto nell'occasione, ottenne la Medaglia d'oro al valor militare, la prima assegnata ad un membro del reparto. Pochi giorni dopo il reggimento viene nuovamente impegnato nel corso della Battaglia di Custoza, con le sue cariche il 25 luglio copre la ritirata della 4ª Divisione Sarda, mentre il giorno dopo partecipa al fallito tentativo di riconquista della cittadina di Volta.

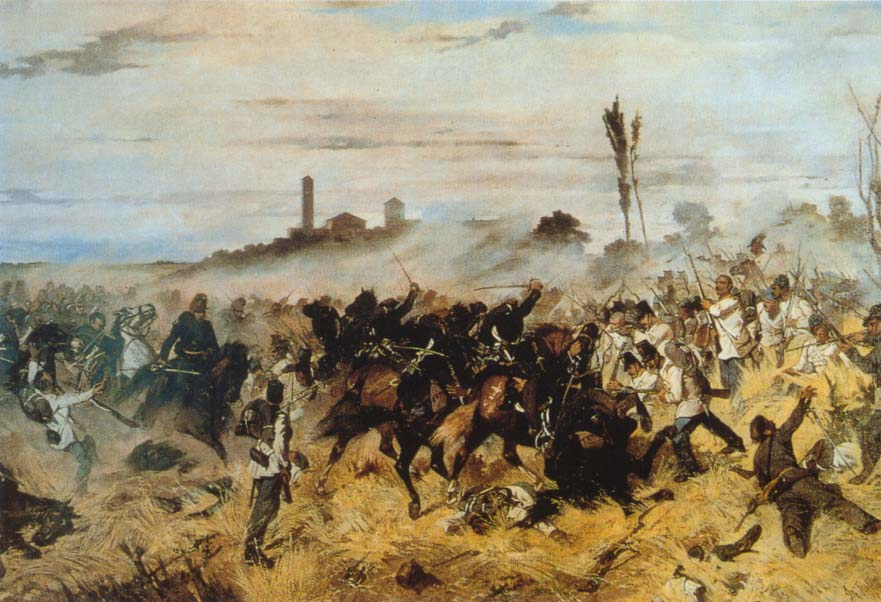
Carica della Cavalleria Sarda durante la battaglia di Montebello, in un'opera di Giovanni Fattori

Nel corso della Seconda guerra di indipendenza il reparto ha un ruolo di primo piano durante la Battaglia di Montebello, nella quale viene attribuita allo Stendardo una seconda medaglia di bronzo al valor militare. La battaglia verrà ricordata anche con la denominazione Montebello imposta a uno dei tre reggimenti di cavalleria ("Milano" e "Lodi" gli altri due) che si costituiranno con la leva dei contingenti lombardi.
Nel 1860 partecipa alla campagna con cui l'Armata sarda da nord attraversa l'Italia centrale per ricongiungersi ai Mille di Garibaldi, guadagnando al suo stendardo altre due medaglie di bronzo al valor militare; la prima prendendo parte alla Battaglia di Castelfidardo contro le truppe dello Stato Pontificio che porterà all'annessione di Ancona al Regno di Sardegna; la seconda poche settimane dopo, il 20 ottobre, quando presso il passo appenninico del Valico del Macerone nelle vicinanze di Isernia, carica travolge una grossa formazione dell'Esercito borbonico in un'azione che portò alla cattura di centinaia di prigionieri oltre che del comandante nemico generale Douglas-Scotti. Per questi due fatti d'arme lo stendardo venne decorato
Con lo scoppio della Guerra di Crimea, il primo Squadrone del Novara entra a far parte del Reggimento di Cavalleria Provvisorio e con questa unità partecipa alla campagna.
Nel 1870 prende parte anche alla campagna per la presa di Roma.
Tra la fine dell'800 e l'inizio del '900, il reparto partecipa con alcuni dei propri elementi alle campagne coloniali italiane, in Eritrea nel 1887-1888, in Etiopia nel 1895-1896 e per finire in Libia nel 1911-1912
Dal 14 settembre 1906 vi presta servizio il Sottotenente Antonio Bosio (generale) futuro Capo di stato maggiore dell'Aeronautica Militare.

### Prima guerra mondiale
Nel corso della prima guerra mondiale il reggimento viene appiedato e combatte in trincea, durante la ritirata seguita alla Battaglia di Caporetto, insieme al 4º reggimento Genova Cavalleria con il quale, ambedue nuovamente a cavallo è inquadrato nella Brigata di Cavalleria, il 30 ottobre 1917 è protagonista dell'episodio della Battaglia di Pozzuolo del Friuli, estremo tentativo di ritardare l'avanzata austriaca. Personaggio importante, legato al reggimento durante il conflitto, fu Gabriele D'Annunzio, che vestendo le insegne dei Bianchi Lancieri portò a termine il Volo su Vienna e finita la guerra l'Impresa di Fiume.

### Periodo tra le due guerre mondiali
Nel periodo fra le due guerre mondiali il Regio esercito decise di ridurre il numero dei reggimenti di cavalleria, di conseguenza il 20 aprile 1920 confluirono nel Novara i Cavalleggeri di Piacenza e parte del reggimento Lancieri di Milano e venne assunta la denominazione di Reggimento Cavalleggeri di Novara, con il conseguente abbandono delle lance.
Il 3 febbraio 1934 viene assunta la denominazione di Reggimento "Lancieri di Novara" (5°). Nel 1935 per la Campagna d'Etiopia contribuì con parte del proprio personale al completamento di altri reparti, costituendo tra l'altro, il 12º squadrone carri veloci "Esploratori della Somalia" che venne inviato in Africa orientale. e forniti, ad enti vari dell'Esercito, 10 ufficiali e 538 lancieri.

### Seconda guerra mondiale
Lo scoppio della seconda guerra mondiale vedeva in linea generale le forze armate italiane notevolmente distanziate sul piano tecnologico rispetto agli eserciti alleati.
In particolare l'arma di cavalleria, afflitta da mille remore conservatrici che nel ventennio tra le due guerre ne impedirono la meccanizzazione, entrava in guerra con le proprie unità ancora "a cavallo", cioè con armamento, addestramento, ordinamento e capacità complessive del tutto inadeguate rispetto alle esigenze della guerra meccanizzata. Con l'esclusione di alcuni reparti corazzati che vennero costituiti nei primi anni di guerra e impiegati autonomamente distaccati dai reggimenti cui solo nominalmente appartenevano, il grosso della cavalleria preferì conservare le proprie caratteristiche tradizionali benché ormai fosse chiaro a tutti che erano del tutto obsolete. La riconversione di un paio di reggimenti di cavalleria in unità corazzate avvenne infatti con incolmabile ritardo e non poterono risultare impiegabili se non agli inizi del 1943. Purtroppo Novara fu fra i reggimenti di cavalleria che conservarono la fisionomia a cavallo per l’intero secondo conflitto mondiale e si presentò all’appuntamento in splendida forma ma del tutto inadeguato ai tempi
Nel 1940 all'ingresso dell'Italia nel secondo conflitto mondiale il reggimento si presenta purtroppo ancora interamente montato a cavallo, è inquadrato nella 3ª Divisione Celere "Principe Amedeo Duca d'Aosta" ed ha il seguente ordinamento:
| - Squadrone Comando - I Gruppo Squadroni (1º e 2º Squadrone) - II Gruppo Squadroni (3º e 4º Squadrone) - 5º Squadrone Mitraglieri |

Presente durante la Battaglia delle Alpi Occidentali (ma senza entrare in combattimento), prese parte, nell'aprile del 1941, all'Invasione della Jugoslavia. Dopo l'attacco tedesco all'URSS, viene deciso l'invio di un Corpo di Spedizione Italiano in Russia (C.S.I.R.), il Novara, ancora a cavallo, è chiamato a farne parte, e il 23 luglio 1941 il reggimento comincia il trasferimento alla volta della steppa russa. Il 30 agosto dello stesso anno subisce la prima azione di fuoco da parte dei Sovietici, sotto forma di un attacco da parte di velivoli russi che bombardano l'accampamento del reparto, nei mesi che seguono l'unità viene impegnata in numerosi scontri nel corso delle azioni che portano il C.S.I.R. e le unità tedesche all'occupazione di Stalino e del Donbass. Durante i mesi invernali il Reggimento viene impiegato nella difesa di vari capisaldi lungo la linea del fronte. Per il comportamento tenuto dal reparto durante questo lungo ciclo di operazioni in Ucraina lo stendardo del Novara viene premiato con la seconda Medaglia d'argento al valor militare.
Con il ritorno della bella stagione, nel luglio 1942 la Wehrmacht pianifica ed esegue una nuova offensiva sulla parte meridionale del fronte orientale, l'azione, denominata Operazione Blu, vede impegnati anche i reparti italiani, tra cui naturalmente il Novara, sempre a cavallo. Nel mese seguente i russi investono il settore di fronte tenuto dalla 2ª Divisione fanteria "Sforzesca", i Lancieri di Novara vengono spediti in zona per concorrere a frenarne lo slancio offensivo. Nei dintorni dell'abitato di Jagodnij il 22 agosto 1942 il reggimento carica volgendo in fuga un reparto sovietico, nei giorni successivi avranno luogo altri duri scontri, in particolare nei dintorni dell'abitato di Bol'šoj cui prenderanno parte i Bianchi Lancieri. Per quanto accaduto tra il 21 e il 30 agosto 1942 viene assegnato allo stendardo del reparto una Medaglia d'oro al valor militare.
A seguito dell'Operazione Piccolo Saturno, nel gennaio 1943 il reggimento inizia il ripiegamento verso occidente, dopo aver percorso più di 1000 km di marcia a cavallo, il reparto viene imbarcato sulle tradotte che lo riportano in Italia.
Il 15 aprile 1942, venne costituito, presso il deposito reggimentale, il III Gruppo corazzato "Lancieri di Novara" articolato su 3 squadroni equipaggiati con carri leggeri L6/40 (52 macchine) inviato in Africa come avanguardia esplorante della 133ª Divisione corazzata "Littorio" il cui grosso era costituito dal 133º reggimento carristi (3 battaglioni carri medi) e subito impiegato, dall'aprile 1942 nella cintura di Tobruch prima e dopo la conquista. Il 27 giugno in concorso con bersaglieri del 12º reggimento provvide alla difesa del comando del Maresciallo Rommel. Il III Gruppo corazzato "Lancieri di Novara" combatte poi a El-Adem e il 3 e 4 luglio si impegna arditamente nella prima battaglia di El Alamein; il 9 è impegnato a ridosso della depressione di El Qattara, a protezione del fianco della Divisione corazzata "Ariete". Ricevuto tre autoblindo a rinforzo dei carri L6 perduti (78 su 85) in quanto il logoramento del carro L6/40 si dimostrò in quel momento irrisolvibile, essendo venute a mancare le officine campali. Ridotto poi a solo cinque macchine, dopo la terza battaglia di El Alamein seguì gli altri reparti dell'armata italo-tedesca nella ritirata dall'Egitto, dalla Cirenaica e dalla Tripolitania, appiedato, continuando la guerra come sezione mitraglieri aggregata al Raggruppamento sahariano "Mannerini" durante la campagna di Tunisia. il 27 marzo 1943 il reparto viene investito ad El Hamma da forze preponderanti e dopo strenua resistenza è costretto a ripiegare con gravi perdite. Il 7 aprile i resti del reparto, assegnati alla Divisione corazzata "Centauro", occupano le posizioni di Abd El Rahnane; l'8 aprile, col III Gruppo corazzato «Monferrato», raggiunge un caposaldo di Takrouna, ad ovest di Enfidaville, agli ordini del comando Gruppo armate italo tedesche. Il 20 e 21 aprile, investito da forze blindo corazzate alleate in località Gebel Gargi, resiste strenuamente, con quasi tutti i componenti del reparto che cadono sul campo e con solo una trentina di lancieri che vengono catturati. Il 22 aprile i resti del Gruppo vengono assegnati al Raggruppamento Lequio (su base Reggimento cavalleggeri di Lodi) e partecipano alle operazioni di Capo Bon sino alla resa dell'11 maggio 1943.
All'8 settembre 1943, il Reggimento tornato e riordinatosi in Italia, ripianate le perdite subite in Russia, si trova in Emilia e il 17 settembre l'unità viene formalmente disciolta.

### Dalla ricostituzione ai nostri giorni
Il 1º dicembre 1946 si ricostituisce il reparto con il nome di Gruppo Esplorante 5° Lancieri. In seguito assume il rango di Reggimento di cavalleria corazzata su tre gruppi interamente su carri armati M26 e viene dislocato in Friuli. Nel 1964 cede un gruppo carri al ricostituito 32º reggimento carri per formarne il V battaglione carri. Nel 1974 a seguito dell'abolizione del livello reggimentale viene sciolto e dà vita al 5º gruppo squadroni carri "Lancieri di Novara" con sede a Codroipo (UD) e al ......... gruppo squadroni ".....". Nel 1976, a seguito del terremoto che colpisce la zona del Friuli il 5º Gruppo Squadroni Carri "Lancieri di Novara" interviene in soccorso alla popolazione e per l'azione meritoria svolta gli viene conferita una Medaglia di bronzo al valore dell'esercito. Nel 1992 a seguito della reintroduzione del livello reggimentale viene ricostituito il Reggimento Lancieri di Novara, nel frattempo dotato di blindo pesanti "Centauro". Il reggimento partecipa alle missioni NATO in Bosnia Erzegovina e in Kosovo. Nel 2009 viene conferito allo stendardo del Novara anche una Croce d'argento al merito dell'esercito per l'operato in Libano nel periodo 2006-2007.

## Struttura del Reggimento
- Comando di reggimento
- Squadrone comando e supporto logistico "Pozzuolo"
- Gruppo Squadroni
  - 1º Squadrone esplorante "Macerone"
  - 2º Squadrone esplorante "Jagodnji"
  - 3º Squadrone esplorante "Montebello"
  - 4º Squadrone blindo pesanti "Deir el Qattara"

## Altri reparti costituiti dal deposito del Reggimento
Nel corso della Seconda Guerra Mondiale dal Deposito Reggimentale vennero attivate anche le seguenti unità:
- V Gruppo Squadroni Costiero Appiedato "Lancieri di Novara" (poi Mitraglieri) (1940);
- VI Gruppo Squadroni Costiero Appiedato "Lancieri di Novara" (1940);
- XVI Gruppo Squadroni Appiedato "Lancieri di Novara" (1941), impiegato in Jugoslavia;
- XXV Gruppo Squadroni Appiedato "Lancieri di Novara" (1942);
- III Gruppo Squadroni Corazzato "Lancieri di Novara" (1942), impiegato autonomamente sul fronte dell'Africa Settentrionale;

Sempre dal Deposito Reggimentale, venne anche attivato un Gruppo Squadroni confluito nei "Lancieri di Milano", in sostituzione del loro disciolto II Gruppo Squadroni formato da personale albanese. Dal Deposito dipese amministrativamente, da giugno all'8 settembre 1943, anche il Gruppo cosacchi "Savoia".

## Festa del reggimento
La festa del Reggimento ha luogo il 27 agosto, anniversario dello scontro di Bol'šoj, sul fronte russo, in cui lo stendardo del reparto ottenne la medaglia d'oro al valor militare (1942). Fino al 1922 veniva celebrata il 20 maggio in ricordo del combattimento di Montebello, mentre fino al 1968 si festeggiava il 30 ottobre ricorrenza del combattimento di Pozzuolo del Friuli.

## Onorificenze

### Decorati
- Colonnello Ferdinando Maffei di Boglio - Sommacampagna,14 giugno 1848.
- Capitano Ferruccio Dardi – El Qattara, 9 luglio 1942.
- Tenente Mario Giovanni Spotti - Jagodnyj, 22 agosto 1942.
- Tenente colonnello Massimiliano Custoza - Červony, 21 febbraio 1942.
- Tenente Andrea Luigi Paglieri - Bene Vagienna, 9 agosto 1944.

## Persone legate al Reggimento
- Gabriele D'Annunzio
- Vittorio Emanuele di Savoia-Aosta
- Carlo Collodi
- Roberto Calvi
- Alessandro Aimaro Malingri di Bagnolo

### Libri
- Giorgio Pugliaro, I lancieri di Novara, 1978ª ed., Milano, Mursia.
- Le operazioni delle unità italiane al fronte russo (1941-1943), 2000ª ed., Roma, Stato Maggiore dell'Esercito - Ufficio Storico, 1977.
- Simone Lorenzon, La Colonna Silenziosa, Udine, Gaspari Editore, 2020.

### Siti web
- Reggimento "Lancieri di Novara", su esercito.difesa.it, Esercito Italiano. URL consultato il 3 aprile 2014 (archiviato dall'url originale il 18 luglio 2014).
- Reggimento "Lancieri di Novara", su regioesercito.it. URL consultato il 25 gennaio 2011.
- Reggimento "Lancieri di Novara", su codroipo.it. URL consultato il 12 dicembre 2012 (archiviato dall'url originale il 6 marzo 2016).